# Lambda (literă)

Litera grecească Lambda, majusculă și minusculă

Lambda  (majusculă Λ, literă mică λ, greacă Λάμ(β)δα lam(b)da) este a unsprezecea literă a alfabetului grec. În sistemul de numerație greacă, Lambda are valoarea 30. Forma acestei litere provine din litera lamed () din alfabetul fenician. Litere din alte alfabete care și-au luat forma din aceasta sunt L din alfabetul latin și Л din alfabetul chirilic. Gramaticienii din Alexandria și poeții dramatici oferă dovezi că pronunțarea numelui literei era /laːbdaː/ (λάβδα) în perioada clasică. În limba greacă modernă, numele literei se pronunță  [lamða], iar sunetul pe care îl redă este /l/. Lambda este folosită și în fizică la problemele calorimetrice ce au legătură cu schimbarea stării de agregare a unei substanțe.